# 버즈 (프로게이머)
버즈(본명: 유병철, 2003년 1월 13일 ~ )는 대한민국의 발로란트 프로게이머로 아이디는 BuZz이다. 현재 T1에서 활동하고 있다.

## 선수 생활
2020년 10월, 클라우드 나인 코리아에 입단하면서 커리어를 시작했다. 이후 팀에서 퇴단했다.
2021시즌을 앞두고 베어클로 게이밍에 입단했다. 이후 팀에서 퇴단했다.
2021년 5월, 비전 스트라이커스에 입단했다.
2022시즌을 앞두고 DRX와 재계약을 체결했다.
2023시즌을 앞두고 DRX와 재계약을 체결했다. 팀이 VCT PAC의 파트너로 선정되어 소속 리그를 옮겼다. 락인 3위를 달성했다. 2023시즌 준우승을 달성했다. 마스터스 7-8위를 기록했다. 챔피언스 5-6위를 기록하며 시즌을 마감했다.
2024시즌을 앞두고 DRX와 재계약을 체결했다. 킥오프 4강을 기록했다. 2024시즌 S1 4위를 기록했다. 2024시즌 S2 준우승을 달성했다.

## 소속팀
| # | 팀명                 | 소속 기간               | 소속 리그   | 비고 |
| - | -------------------- | ----------------------- | ----------- | ---- |
| 1 | 클라우드 나인 코리아 | 2020.10.27 ~ 2020.12.11 |             |      |
| 2 | 베어클로 게이밍      | 2021.01.03 ~ 2021.05.21 | VCK         |      |
| 3 | 비전 스트라이커스    | 2021.05.21 ~            | VCK VCT PAC |      |

## 수상 내역
- 퍼스트 스트라이크 코리아 4강
- 2021 발로란트 챌린저스 코리아 스테이지 1 챌린저스 1 3~4위
- 2021 발로란트 챌린저스 코리아 스테이지 1 챌린저스 2 1~2위
- 발로란트 챔피언스 투어 2021 마스터스 스테이지 1 코리아 4강
- 2021 발로란트 챌린저스 코리아 스테이지 2 4강
- 2021 발로란트 챌린저스 코리아 스테이지 3 우승
- 발로란트 챔피언스 투어 2021 마스터스 스테이지 3 8강
- 발로란트 챔피언스 2021 10위
- 2022 발로란트 챌린저스 코리아 스테이지 1 우승
- 2022 발로란트 챌린저스 코리아 스테이지 1 5주차 Fearless Player
- 발로란트 챔피언스 투어 2022 마스터스 스테이지 1 5위
- 2022 발로란트 챌린저스 코리아 스테이지 2 우승
- 발로란트 챔피언스 투어 2022 마스터스 스테이지 2 6위
- 발로란트 챔피언스 2022 3위
- 발로란트 챔피언스 투어 2023 락인 3위
- 2023 발로란트 챔피언스 투어 태평양 리그 준우승
- 2023 발로란트 챔피언스 투어 태평양 리그 정규 시즌 최우수 선수
- 발로란트 챔피언스 투어 2023 마스터스 8강
- 발로란트 챔피언스 2023 6강
- 발로란트 챔피언스 투어 태평양 리그 2024 킥오프 4강
- 2024 발로란트 챔피언스 투어 태평양 리그 스테이지 1 4위
- 2024 발로란트 챔피언스 투어 태평양 리그 스테이지 2 준우승
- 발로란트 챔피언스 2024